# Liste der Monuments historiques in Arsac
Die Liste der Monuments historiques in Arsac führt die Monuments historiques in der französischen Gemeinde Arsac auf.

## Liste der Bauwerke
| Bezeichnung       | Beschreibung                                                     | Standort | Kennzeichnung | Schutzstatus | Datum | Bild           |
| ----------------- | ---------------------------------------------------------------- | -------- | ------------- | ------------ | ----- | -------------- |
| Kirche St-Germain | Erbaut im 12. Jahrhundert und im 19. Jahrhundert stark verändert | (Lage)   | PA00083113    | Classé       | 1908  | weitere Bilder |

## Liste der Objekte
| Bezeichnung                      | Beschreibung          | Standort                                      | Kennzeichnung | Schutzstatus | Datum | Bild |
| -------------------------------- | --------------------- | --------------------------------------------- | ------------- | ------------ | ----- | ---- |
| Wandvertäfelung                  | Holz, 18. Jahrhundert | in der Sakristei der Kirche St-Germain (Lage) | PM33000026    | Classé       | 1970  |      |
| Skulptur Madonna mit Kind        | Holz, 18. Jahrhundert | in der Kirche St-Germain (Lage)               | PM33000027    | Classé       | 1970  |      |
| Altar mit Retabel und Tabernakel | Holz, 18. Jahrhundert | in der Kirche St-Germain (Lage)               | PM33000028    | Classé       | 1970  |      |